# Umeå Taxi
Umeå Taxi är en beställningscentral för taxi i Umeå med omnejd i Västerbottens län. Umeå Taxi AB har drygt 20 anslutna taxiåkare som äger och driver taxifordonen inom bolaget. Umeå Taxi AB är ett dotterbolag till Bernt & Ingrid Nygren Holding AB.

## Historia

### Bildandet av föreningen
Umeå Taxi bildades som Umeå Droskägareförening upa den 2 maj 1930. Fram tills bildandet fanns det tre konkurrerande bilstationer i Umeå, Droskstationen på hörntomten Rådhusesplanaden - Nygatan, Bilstationen med Odeonbiografens tomt som uppställningsplats och Lillebil som var uppställda vid hörnet Kungsgatan – Västra Rådhusgatan. Förutom dessa tre fanns också droskor som inte var med i någon droskstation utan bilarna var uppställda hemma hos ägaren.
Droskägaren Gustaf Hammarberg tyckte att det behövdes mer sammanhållning i branschen och kallade till ett möte den 18 mars 1930 där en sammanslagning diskuterades och den 2 maj samma år bildades föreningen. Adolf Johanson blev föreningens första ordförande och årsavgiften till föreningen blev 10 kronor.

### Lillebil
Lillebil var de som var mest mot ett samgående. Lillebil hade startats som en billigare konkurrent till de andra två och använde sig mest av billiga bilar såsom T-Ford. Det dröjde ända till 25 september 1936 innan Lillebil slutgiltigt blev medlemmar i den sammanslagna föreningen.
I maj 1931 fick föreningen gratis tillgång till en tomt vid Skolgatan 56 där de tillfälligt kunde ställa upp sin kiosk som tidigare varit placerad utanför posten. Även den gemensamma telefoncentralen placerades där. 1936 flyttade föreningen uppställningsplatsen och telefoncentralen till Rådhuset.

### Andra världskriget
I september 1939 utbröt andra världskriget och det infördes ransonering på bensin och åkarna tvingades installera gengasaggregat för att kunna köra sina bilar. Genom restriktioner förbjöds även körningar till och från nöjesanläggningar. Den 22 oktober 1941 beslöts enhälligt att föreningen skulle bli medlem i Svenska Droskbilägarförbundet, nuvarande Taxiförbundet och när Västerbottens läns Droskägareförening bildades 1946 gick Umeå Droskägareförening även med i denna.

### Umeå Taxi
1950 började föreningen allmänt att kalla sig för ”Umeå Taxi” och man fick en ny plats på Renmarksesplanaden. Här byggdes nya lokaler som blev inflyttningsklara två år senare.
1953 ansökte föreningen om två reservtillstånd som skulle användas vid trafiktoppar och man inledde även ett samarbete med Tegs Bilstation och Taxi så att Tegs bilar fick tillstånd att utföra körningar i Umeå stad.

### Kommunikationsradion
1958 började installationen av kommunikationsradio i bilarna. Samma år slogs även föreningens och Tegs taxistationer ihop. Reglemente för taxitelefonen upprättades, staden delades upp i olika zoner och lämpliga radiohållplatser infördes.

### Namnbyte
1973 bytte föreningen namn till Umeå Taxi Ekonomisk förening men 1987 försattes föreningen i likvidation. Istället bildades samma år Umeå Taxi AB.

### GPS
1998 var Umeå Taxi först i Sverige med att börja använda positionering via GPS. 
2004 flyttade Umeå Taxi in i nya lokaler vid flygplatsen.